# 遠藤龍之介
遠藤 龍之介（えんどう りゅうのすけ、1956年6月3日 - ）は、日本の実業家。前日本民間放送連盟（民放連）会長、前フジテレビジョン取締役副会長。
北海道文化放送株式会社非常勤取締役、株式会社仙台放送監査役などを務めている。
小説家の遠藤周作の長男。俳優の岡田英次の従甥でもある。

## 経歴
東京都出身。慶應義塾幼稚舎、慶應義塾普通部、慶應義塾高等学校、慶應義塾大学文学部仏文学専攻卒業。1981年フジテレビ入社。ディレクター、編成制作局編成部副部長、同企画担当部長、編成部長を経て、2003年6月から広報局広報部長。2004年から広報局次長兼広報部長、2006年から広報局長、2008年取締役（広報室担当）広報局長、2010年取締役（総務・人事・広報室担当）広報局長、2012年常務取締役（番組審議室・CSR推進室・適正業務推進室・人事・広報担当）、2013年専務。2019年からフジテレビジョン代表取締役社長兼COOを務めた。2006年には母校の慶應義塾普通部（中学校）で「目路はるか教室」の講師を務め、2009年には慶應連合三田会大会イベント部会部会長を務めた。
社長在任中の2020年秋の改編では2020年9月25日を以て、午後のワイドショー番組『直撃LIVE グッディ!』（2015年3月30日放送開始）を終了させ、お昼の情報・ワイドショー番組を『バイキング』に一本化させ、9月28日から『バイキングMORE』に改題した他、2021年春の改編では22年間続いた朝のワイドショー番組『情報プレゼンター とくダネ!』（1999年4月1日放送開始）が2021年3月26日に終了している。2021年6月25日付で社長を退任、同社とフジ・メディア・ホールディングスの取締役副会長に就任した。2022年6月10日、日本民間放送連盟（民放連）会長に就任。2024年6月から2期目を務める。
2025年1月28日、3月末をめどにフジテレビジョンの取締役副会長を辞任する意向を示した。2025年2月5日、「一連のフジテレビ事案により私が会長職を続けるのは適切でなく、後任者に引き継げる状況になった時に退任したい」として、民放連会長を辞任する意向を表明した。4月2日付で民放連会長を辞任した。2025年7月6日に放映されたフジテレビジョンの検証番組で社長退任後も社内で隠然たる影響力を誇っていたとされる日枝久相談役に辞任を迫ったが日枝に拒否された経緯が明かされた。

## エピソード
- 名前の「龍之介」は生誕の前年（1955年）に父の遠藤周作が芥川龍之介賞を受賞したことに由来している[12]。
- 父・周作は龍之介に、大学受験を勧めなかったという[8]。これを根拠に、最終学歴は高卒との誤情報が報じられ[8][注釈 1]、インターネット上で拡散したこともあった[8]。龍之介は、「削除を求めようかと思ったけど、角が立つのでやめた」と語っていた[8]。
- 大学時代に映画「男はつらいよ」の現場で働いた経験がある。父・周作が山田洋次に「息子を現場で勉強させてくれ」と頼み込んで実現したものだという。「男はつらいよ 寅次郎と殿様」では殿様（嵐寛寿郎）の孫役としてエキストラ出演もしている[21]。
- 慶應義塾大学在学中、2学年上の檀ふみから父・周作への葉書の追伸として「もしお暇でほんとによろしかったら、お声をかけてくれれば、どこへでもついていきます」と誘われたが、何の返事もしなかった[22]。
- 趣味は将棋。棋力は高く、囲碁・将棋チャンネルの番組、お好み将棋道場第195回（対局日：2013年8月4日）のプロアマ指導対局（プロの角落ち）において佐藤康光九段に106手で勝利を収めている。学生時代は原田泰夫九段から「慶大将棋部員の強豪」[23]と呼ばれ、「慶大将棋部師範の原田は、今春、合宿の折に龍之介さんと平手でテスト、その棋力、立派な態度に感心した」[23]と讃えられた。また、将棋で北杜夫をあっさり負かし、父の周作から「息子は将棋三段で高校も大学も将棋部だから北君が負けたって仕方がない」[24]と自慢された。父周作に対局を申し込まれ、20回ほど連続で勝ったため、母から「あなた、ちょっと負けてあげなさいよ」とたしなめられたこともある[25]。そんな縁からか、2017年5月より日本将棋連盟の非常勤理事を務めることになり[26]、2月に会長に就任した佐藤康光九段を支えることになった。
- 父親の友人である阿川弘之は龍之介の結婚式で行なった自身のスピーチを「遠藤龍之介結婚披露宴祝辞」として自著で公開した[27]。

## 担当した番組

### ドラマ
- どきんちょ!ネムリン（1984年） - プロデュース
- 勝手に!カミタマン（1985年） - プロデュース
- スタア誕生（1985年） - プロデュース
- ヤヌスの鏡（1985年） - プロデュース
- もりもりぼっくん（1986年） - 企画
- 花嫁衣裳は誰が着る（1986年） - プロデュース
- おもいっきり探偵団 覇悪怒組（1987年） - 企画
- 窓を開けますか?（1988年） - プロデュース補
- ワイルドで行こう! BORN TO BE WILD（1988年） - プロデュース
- 鬼平犯科帳（1989年～2016年） - 企画
- 赤い殺意（1991年） - 企画
- 噺家カミサン繁盛記（1991年） - 企画
- ジュニア・愛の関係（1992年） - 企画
- その木戸を通って（1993年） - 企画
- 御家人斬九郎（1995年） - プロデュース
- 銭形平次（1997年） - プロデュース
- 剣客商売（1998年～2010年） - 企画
- 旗本退屈男（2001年） - プロデュース
- 盤嶽の一生（2002年） - プロデュース

### アニメ
- 炎のアルペンローゼ ジュディ&ランディ（1985年） - プロデュース
- あんみつ姫（1986年） - プロデュース

### バラエティ
- コムサ・DE・とんねるず（1986年） - 企画
- 風まかせ 新・諸国漫遊記（1990年） - 企画

## 家族・親族

### 遠藤家（父方）
（鳥取県、東京都）

### 岡田家（母方）
（千葉県海上郡銚子町（現銚子市）、東京市品川区大井出石町、東京都港区）